# Пам'ятки історії місцевого значення Чернівців
| Адреса (вулиця, номер)                                         | Світлина | Найменування пам'ятки. Дата історичної події. Дата утворення пам'ятки (для могил) | Номер і дата документа про взяття на облік                                                                                     | Охоронний номер |
| -------------------------------------------------------------- | -------- | --- | --- | --------------- |
| 28 Червня, 20                                                  |          | Будинок, в якому народився всесвітньо відомий біохімік Е. Чаргафф (11.08.1905 — 22.08.2002) | Рішення Чернівецького міськвиконкому від 27.05.2003 р. № 393/11                                                                |                 |
| 28 Червня, 36                                                  |          | Будинок, в якому жив С. Воробкевич (1836–1903) — український письменник і композитор. Поч. XX ст. | Рішення Чернівецького облвиконкому від 17.10.1980 р. № 431                                                                     | 63              |
| Вавілова Миколи академіка, 9                                   |          | Будинок 8-го корпусу ЧНУ ім. Ю.Федьковича, в якому мешкав академік М. І. Вавілов (1887–1943); 1940 р. | Розпорядження представника Президента України від 22.09.1992 р. № 473                                                          | 961             |
| Александрі Васіле, 44-46                                       |          | Пам'ятник воїнам І-го Чехословацького армійського корпусу; 1941–1945 рр.; 1985 р. | Рішення Чернівецького міськвиконкому від 17.09.1985 р. № 220                                                                   | 60              |
| Білоруський провулок, 3                                        |          | Будинок локомотивного депо, в якому почався загальний політичний страйк; 1920 р. | Рішення Чернівецького облвиконкому від 24.10.1969 р. № 432                                                                     | 50              |
| Бориспільська вулиця, Ленківське кладовище                     |          | Могила активного учасника визвольного руху українського письменника Ю. Пентелейчука (Остапа Вільшини), 1899–1924) 1924 р.; 1970 р. | Рішення Чернівецького облвиконкому від 24.10.1969 р. № 432                                                                     | 31              |
| Буковинська, 4                                                 |          | Будинок, в яком працював перший головний лікар міської дитячої лікарні, доктор І. Бодя (1866–1930) | Рішення Чернівецької міської ради від 30.08.2001 р. № 439                                                                      |                 |
| Вірменська, 5                                                  |          | Будинок, в якому жив український композитор і диригент, Заслужений артист України Б. Крижанівський (1894–1955); 1945 — 1955 рр. | Рішення Чернівецького облвиконкому від 18.01.1989 р. № 11                                                                      | 665             |
| Вірменська, 18/1                                               |          | Будинок, в якому жив Герой Радянського Союзу І. Ф. Козачук (1913–1986); 1945–1986 рр. | Рішення Чернівецького облвиконкому від 18.01.1989 р. № 11                                                                      | 650             |
| Гагаріна Юрія, 10                                              |          | Будинок, на якому встановлено меморіальну дошку з текстом «У цій частині міста 11 жовтня 1941 року було створено єврейське гетто, де було ув'язнено п'ятдесят тисяч євреїв»                                                                                                 | Розпорядження міського голови від 27.03.1998 р. № 133-р                                                                        |                 |
| Главки Йозефа, 18                                              |          | Будинок, в якому жила українська письменниця О. Кобилянська (1863–1942); 1926–1929 рр. | Рішення Чернівецького облвиконкому від 24.10.1969 р. № 432                                                                     | 44              |
| Гоголя Миколи, 7                                               |          | Будинок Чернівецької дитячої художньої школи. Бронзова меморіальна дошка засновнику художньої освіти міста Чернівців М. І. Івасюку (1865–1937); поч. XX ст. Меморіальна дошка першому директору школи Б. І. Купневському (1910–1995), XX ст.                                | Рішення Чернівецького міськвиконкому від 21.09.1999 р. № 637/19 Рішення Чернівецького міськвиконкому від 16.03.1999 р. № 181/7 |                 |
| Головна вулиця; парк культури та відпочинку ім. Т. Г. Шевченка |          | Братська могила генералів та офіцерів Радянської армії, серед них Герої Радянського Союзу — Бобров Ф. О., Волошин Л. І., 1941–1945 рр. | Рішення Чернівецького облвиконкому від 24.10.1969 р. № 432                                                                     |                 |
| Головна вулиця; парк культури та відпочинку ім. Т. Г. Шевченка |          | Місце першої на Буковині першотравневої демонстрації; 1890 р. | Рішення Чернівецького облвиконкому від 17.10.1980 р. № 431                                                                     | 66              |
| Головна, 58, сквер                                             |          | Стела на відзначення тисячоліття літописання в Україні та 200-х роковин Нової української літератури; ІХ-XVIII ст. | Рішення Чернівецького облвиконкому від 24.10.1969 р. № 432                                                                     | 49              |
| Головна, 119                                                   |          | Будинок, в якому відбулося повстання солдат 113-го полку; 1919 р. | Рішення Чернівецького міськвиконкому від 22.06.2004 р. № 497/12                                                                |                 |
| Головна, 129                                                   |          | Будинок, в якому працював професор, доктор Октавіан Георгіан (1874–1934 рр.) — перший головний лікар пологового будинку у м. Чернівцях | Рішення Чернівецького міськвиконкому від 07.08.2001 р. № 697/16                                                                |                 |
| Гонти Івана, 4                                                 |          | Будинок, в якому мешкав Попович О. О., український громадський і державний діяч, педагог, 1905–1914 рр., 1918 р. | Розпорядження Чернівецької обласної державної адміністрації від 04.05.2000 р. № 234-р                                          |                 |
| Горького Максима, 7                                            |          | Будинок, в якому мешкав видатний лікар-офтальмолог, заслужений діяч науки, професор Б. Радзіховський; 1945–1975 рр. | Рішення Чернівецької міської ради від 25.05.2001 р. № 415                                                                      |                 |
| Горького Максима, 9                                            |          | Будинок, в якому жив український композитор М. Лисенко (1842–1912); 1903 р. Будинок, в якому у 1875–1934 рр. мешкав визначний діяч українського національного відродження на Буковині, перший голова Українського Народного Дому Володимир де Корнич-Ясеницький (1844–1934) | Рішення Чернівецького облвиконкому від 18.01.1989 р. № 11; Рішення Чернівецького міськвиконкому від 22.06.2004 р. № 497/12     | 678             |
| Горького Максима, 23                                           |          | Будинок колишньої учительської семінарії, в якій працював український письменник О. Маковей (1867–1925). 1899–1910 рр. | Рішення Чернівецького облвиконкому від 24.10.1969 р. № 432                                                                     | 35              |
| Гребінки Євгена, 13                                            |          | Будинок, в якому жив С. Канюк — педагог, письменник, громадський діяч (1880–1944);1921 р. | Рішення Чернівецького облвиконкому від 24.10.1969 р. № 432                                                                     | 48              |
| Доброго Олександра, 2 — Кобилянської Ольги, 5                  |          | Меморіальна дошка з надписом: «Вулиця названа іменем Воєводи — правителя Олександра Доброго (Олександру Чел Бун), який у своїй грамоті купцям від 8 жовтня 1408 року залишив першу письмову згадку про місто Чернівці»; поч. XV ст.                                         | Рішення Чернівецького міськвиконкому від 22.06.2004 р. № 497/12                                                                |                 |
| Емінеску Михая, 1                                              |          | Будинок школи (колишня гімназія), в якій навчався румунський поет М. Емінеску (1859–1884), а також командир інтернаціональної бригади в Іспанії Манфред Штерн (генерал Клебер, 1896–1954) 1813–1817 рр.; 1860–1863 рр.; 1907–1914 рр.                                       | Рішення Чернівецького облвиконкому від 24.10.1969 р. № 432                                                                     | 36              |
| Жукова Георгія маршала, 7                                      |          | Будинок, в якому мешкала Беклемішева І. М., радянська художниця; 1946–1986 рр. | Розпорядження Чернівецької обласної державної адміністрації від 04.05.2000 р. № 234-р                                          |                 |
| Загули Дмитра, 8                                               |          | Будинок школи, в якому навчалися видатні діячі революційного руху на Буковині; 1906–1925 рр. | Рішення Чернівецького облвиконкому від 24.10.1969 р. № 432                                                                     | 52              |
| Заньковецької Марії, 12, площа філармонії                      |          | Будинок обласної філармонії, в якому виступав М. Лисенко; 1905 р. | Рішення Чернівецького облвиконкому від 24.10.1969 р. № 432                                                                     | 28              |
| Зелена вулиця, кладовище № 2                                   |          | Могила єврейського письменника Е. Штейнбарга (1880–1932); 1932 р., 1933 р. | Рішення Чернівецького облвиконкому від 18.07.1990 р. № 151                                                                     | 890             |
| Зелена вулиця, кладовище № 2                                   |          | Могила мирних жителів, розстріляних німецько-фашистськими загарбниками (період Великої Вітчизняної війни 1941–1945 рр.); 1941 р., 1967 р. | Рішення Чернівецького облвиконкому від 18.07.1990 р. № 151                                                                     | 892             |
| Зелена вулиця, кладовище № 2                                   |          | Могила громадсько-політичного діяча Буковини Штраухера Б. | Розпорядження Чернівецької обласної державної адміністрації від 04.05.2000 р. № 234-р                                          |                 |
| Зелена вулиця, 3                                               |          | Димохідна труба цегельного заводу № 1; 1913 р., добудовано у 50-рр. ХХст. | Розпорядження Чернівецької обласної державної адміністрації від 04.05.2000 р. № 234-р                                          |                 |
| Кафедральна, 2                                                 |          | Будинок, в якому працював крайовий комітет першого українського уряду Буковини; жовтень-листопад 1918 р.; Будинок — кінця XIX ст., добудова — 1900 р. | Розпорядження Чернівецької обласної державної адміністрації від 04.05.2000 р. № 234-р                                          |                 |
| Київська, 1                                                    |          | Будинок, в якому жив Народний артист України В. К. Сокирко (1892–1983); 1944–1976 рр. | Рішення Чернівецького облвиконкому від 18.01.1989 р. № 11                                                                      | 659             |
| Кишинівська вулиця, кладовище № 1                              |          | Чернівецьке міське кладовище № 1 — історико-культурний комплекс першої половини XIX — XX ст.1992 р. | Розпорядження представника Президента України від 22.09.1992 р. № 473                                                          | 985             |
| Кишинівська вулиця, кладовище № 1, квартал 3                   |          | Могила Прокопенка З. І., українського драматурга; 1952 р. | Рішення Чернівецького облвиконкому від 18.01.1989 р. № 11                                                                      |                 |
| Кишинівська вулиця, кладовище № 1, квартал № 57-А              |          | Могила Павлюка З., художника, військового діяча; 1935 р. | Розпорядження Чернівецької обласної державної адміністрації від 04.05.2000 р. № 234-р                                          |                 |
| Кишинівська вулиця, кладовище № 1, квартал № 10                |          | Могила Калужняцького О. І., палеографа, археографа та книгознавця; 1914 р. | Рішення Чернівецького облвиконкому від 18.01.1989 р. № 11                                                                      |                 |
| Кишинівська вулиця, кладовище № 1, квартал № 11                |          | Могила Максимовича Е., українського художника; 1928 р. | Рішення Чернівецького облвиконкому від 18.01.1989 р. № 11                                                                      |                 |
| Кишинівська вулиця, кладовище № 1, квартал № 12                |          | Могила Ончула А., румунського політичного діяча Буковини; 1921 р. | Розпорядження Чернівецької обласної державної адміністрації від 04.05.2000 р. № 234-р                                          |                 |
| Кишинівська вулиця, кладовище № 1, квартал № 14                |          | Могила Гормузакі С., румунського громадсько-політичного діяча; 1931 р.; склеп — поч. XX ст. | Розпорядження Чернівецької обласної державної адміністрації від 04.05.2000 р. № 234-р                                          |                 |
| Кишинівська вулиця, кладовище № 1, квартал № 14                |          | Могила Ярошинської Є. І., української письменниці; 1904 р. | Рішення Чернівецького облвиконкому від 24.10.1969 р. № 432                                                                     |                 |
| Кишинівська вулиця, кладовище № 1, квартал № 16                |          | Могила Бучевського Е., художника; 1891 р. | Рішення Чернівецького облвиконкому від 18.01.1989 р. № 11                                                                      |                 |
| Кишинівська вулиця, кладовище № 1, квартал № 3                 |          | Могила Білоусова В. С., Героя Радянського Союзу; 1977 р. | Рішення Чернівецького облвиконкому від 18.07.1990 р. № 151                                                                     |                 |
| Кишинівська вулиця, кладовище № 1, квартал № 3                 |          | Могила Волкова Р. М., фольклориста та літературознавця, 1959 р. | Рішення Чернівецького облвиконкому від 18.01.1989 р. № 11                                                                      |                 |
| Кишинівська вулиця, кладовище № 1, квартал № 31                |          | Могила Кобилянського Ю. Ю., українського філолога; 1922 р. | Розпорядження Чернівецької обласної державної адміністрації від 04.05.2000 р. № 234-р                                          |                 |
| Кишинівська вулиця, кладовище № 1, квартал № 31                |          | Могила Корнич-Ясеницького В., українського громадсько-політичного діяча Буковини; 1934 р. | Розпорядження Чернівецької обласної державної адміністрації від 04.05.2000 р. № 234-р                                          |                 |
| Кишинівська вулиця, кладовище № 1, квартал № 35                |          | Могила Воробкевича С. І., українського письменника і композитора; 1903 р., склеп 1895 р., реконструкція 1911 р. | Рішення Чернівецького облвиконкому від 24.10.1969 р. № 432                                                                     |                 |
| Кишинівська вулиця, кладовище № 1, квартал № 35                |          | Могила Федьковича Ю. А., українського письменника; 1888 р. | Рішення Чернівецького облвиконкому від 24.10.1969 р. № 432                                                                     |                 |
| Кишинівська вул., кладовище № 1, квартал № 38                  |          | Могила Пігуляка Ю., українського художника; 1919 р. | Рішення Чернівецького облвиконкому від 09.12.1987 р. № 204                                                                     |                 |
| Кишинівська вулиця, кладовище № 1, квартал № 4                 |          | Могила Воробкевича Г. І., поета; 1884 р. | Рішення Чернівецького облвиконкому від 18.01.1989 р. № 11                                                                      |                 |
| Кишинівська вулиця, кладовище № 1, квартал № 4                 |          | Могила Леусенка І. Н., Героя Радянського Союзу, 1970 р. | Рішення Чернівецького облвиконкому від 18.07.1990 р. № 151                                                                     |                 |
| Кишинівська вулиця, кладовище № 1, квартал № 4                 |          | Могила Мухи Г. К., Героя Радянського Союзу; 1959 р. | Рішення Чернівецького облвиконкому від 18.07.1990 р. № 151                                                                     |                 |
| Кишинівська вулиця, кладовище № 1, квартал № 40                |          | Могила Козачука І. Ф., Героя Радянського Союзу, 1986 р. | Рішення Чернівецького облвиконкому від 18.01.1989 р. № 11                                                                      |                 |
| Кишинівська вулиця, кладовище № 1, квартал № 40                |          | Могила Юрківського М. І., Героя Радянського Союзу, 1973 р. | Рішення Чернівецького облвиконкому від 18.07.1990 р. № 151                                                                     |                 |
| Кишинівська вулиця, кладовище № 1, квартал № 41                |          | Могила Бабляка В. С., українського письменника, 1970 р. | Рішення Чернівецького облвиконкому від 14.11.1973 р. № 483                                                                     |                 |
| Кишинівська вулиця, кладовище № 1, квартал № 41                |          | Могила Лукашевич В., громадської діячки; 1932 р., та Лукашевича А. П., громадсько-політичного діяча, 1936 р. | Розпорядження Чернівецької обласної державної адміністрації від 04.05.2000 р. № 234-р                                          |                 |
| Кишинівська вулиця, кладовище № 1, квартал № 42                |          | Могила Альтмана М. Е., єврейського письменника; 1981 р. | Рішення Чернівецького облвиконкому від 18.07.1990 р. № 151                                                                     |                 |
| Кишинівська вулиця, кладовище № 1, квартал № 42                |          | Могила Бурбака М. І., письменника; 1988 р. | Рішення Чернівецького облвиконкому від 18.01.1989 р. № 11                                                                      |                 |
| Кишинівська вулиця, кладовище № 1, квартал № 43                |          | Могила, в якій поховані Боярко О. П., Глеб З. Д. — підпільники та Удонова М. М. — командир партизанського загону; 1941 — 1945 рр.; пам'ятник 1971 р. | Рішення Чернівецького облвиконкому від 14.11.1973 р. № 483                                                                     |                 |
| Кишинівська вулиця, кладовище № 1, квартал № 45-А              |          | Могила Воляна В., громадського і політичного діяча, лікаря, 1899 р. | Розпорядження Чернівецької обласної державної адміністрації від 04.05.2000 р. № 234-р                                          |                 |
| Кишинівська вулиця, кладовище № 1, квартал № 46                |          | Могила Івасюка М. Г., українського письменника, фольклориста, педагога; 1995 р. | Розпорядження Чернівецької обласної державної адміністрації від 04.05.2000 р. № 234-р                                          |                 |
| Кишинівська вулиця, кладовище № 1, квартал № 5                 |          | Могила Галицького Г., громадського і церковного діяча Буковини; 1910 р. | Розпорядження Чернівецької обласної державної адміністрації від 04.05.2000 р. № 234-р                                          |                 |
| Кишинівська вулиця, кладовище № 1, квартал № 5                 |          | Могила Шпойнаровського С., громадського діяча Буковини, педагога-перекладача; 1909 р. | Розпорядження Чернівецької обласної державної адміністрації від 04.05.2000 р. № 234-р                                          |                 |
| Кишинівська вулиця, кладовище № 1, квартал № 54                |          | Могила Боріна Б. А., Народного артиста України; 1965 р. | Рішення Чернівецького облвиконкому від 18.01.1989 р. № 11                                                                      |                 |
| Кишинівська вулиця, кладовище № 1, квартал № 54                |          | Могила Дзержика К. В., українського художника; 1965 р. | Рішення Чернівецького облвиконкому від 24.10.1969 р. № 432                                                                     |                 |
| Кишинівська вулиця, кладовище № 1, квартал № 54                |          | Могила Мізюна Г. Н., українського письменника, драматурга; 1963 р. | Рішення Чернівецького облвиконкому від 18.01.1989 р. № 11                                                                      |                 |
| Кишинівська вулиця, кладовище № 1, квартал № 57-А              |          | Могила Дутки І. О., актора і режисера українського театру, 1940 р. | Рішення Чернівецького облвиконкому від 14.11.1973 р. № 483                                                                     |                 |
| Кишинівська вулиця, кладовище № 1, квартал № 58                |          | Могила Захарка І., одного із засновників українського народного театру на Буковині; 1919 р. | Рішення Чернівецького облвиконкому від 14.11.1973 р. № 483                                                                     |                 |
| Кишинівська вулиця, кладовище № 1, квартал № 59                |          | Могила Козаковського Г. С., народного артиста України; 1980 р. | Рішення Чернівецького облвиконкому від 18.01.1989 р. № 11                                                                      |                 |
| Кишинівська вулиця, кладовище № 1, квартал № 62                |          | Могила Дудича І. Й., актора і режисера; 1965 р.; склеп — І пол. XX ст. | Рішення Чернівецького облвиконкому від 18.01.1989 р. № 11                                                                      |                 |
| Кишинівська вулиця, кладовище № 1, квартал № 62                |          | Могила Ціглауера фон Блументаля Ф., вченого-історика; 1906 р. | Розпорядження Чернівецької обласної державної адміністрації від 04.05.2000 р. № 234-р                                          |                 |
| Кишинівська вулиця, кладовище № 1, квартал № 70                |          | Могила Крижанівського Б. В., українського композитора і диригента, Заслуженого артиста України; 1955 р. | Рішення Чернівецького облвиконкому від 15.12.1973 р. № 483                                                                     |                 |
| Кишинівська вулиця, кладовище № 1, квартал № 70                |          | Могила Янушевич Г. А., Народної артистки України; 1983 р. | Рішення Чернівецького облвиконкому від 18.01.1982 р. № 397                                                                     |                 |
| Кишинівська вулиця, кладовище № 1, квартал № 72-А              |          | Могила Кобилянської О. Ю., української письменниці; 1942 р. | Рішення Чернівецького облвиконкому від 24.10.1969 р. № 432                                                                     |                 |
| Кишинівська вулиця, кладовище № 1, квартал № 73-Б              |          | Могила Віккенгаузера Ф., історика, дослідника Буковини; 1891 р. | Розпорядження Чернівецької обласної державної адміністрації від 04.05.2000 р. № 234-р                                          |                 |
| Кишинівська вулиця, кладовище № 1, кінець центральної алеї     |          | Місце розстрілу Хотинських комсомольців-підпільників, серед яких Галкін К. — Герой Радянського Союзу; пам'ятник — 1956 р. | Рішення Чернівецького облвиконкому від 24.10.1969 р. № 432                                                                     |                 |
| Кишинівська вулиця, кладовище № 1, на початку центральної алеї |          | Меморіал Слави. Братська могила воїнів Радянської Армії, в якій поховані Оганянц Г. А. — Герой Радянського Союзу; 1941–1945 рр.; пам'ятник 1971–1976 рр. | Рішення Чернівецького облвиконкому від 18.09.1985 р. № 220                                                                     |                 |
| Кобилянської Ольги, 10                                         |          | Будинок, в якому було відкрито перший міський кінотеатр; 1899 р. | Розпорядження Чернівецької обласної державної адміністрації від 04.05.2000 р. № 234-р                                          |                 |
| Кобилянської Ольги, 23                                         |          | Будинок, в якому жив єврейський письменник М. Альтман (1890–1981); 1961–1981 рр. | Рішення Чернівецького облвиконкому від 18.07.1990 р. № 151                                                                     | 986             |
| Кобилянської Ольги, 36                                         |          | Будинок, в якому в 1905 р. розпочав свою діяльність Польський Народний Дім. | Рішення Чернівецької міської ради від 29.05.2001 р. № 415                                                                      |                 |
| Кобилянської Ольги, 53                                         |          | Будинок, в якому у XIX — XX ст. розташувався Німецький Дім | Рішення Чернівецького міськвиконкому від 22.12.1998 р. № 653/18                                                                |                 |
| Котляревського Івана, 9                                        |          | Будинок, в якому жив Народний артист України В. С. Василько (1893–1972); 1944–1948 рр. | Рішення Чернівецького облвиконкому від 18.01.1989 р. № 11                                                                      | 652             |
| Котляревського Івана, 26                                       |          | Будинок, в якому в 1940–1941 рр. жив К. Терлецький (1903–1969) — секретар Буковинського підпільного обкому КП Румунії. | Рішення Чернівецького облвиконкому від 18.01.1989 р. № 11                                                                      | 64              |
| Лисенка Миколи, 14/6                                           |          | Будинок, в якому жив Народний артист України Ю. С. Козаковський, (1902–1980); 1944 — 1980 рр. | Рішення Чернівецького облвиконкому від 18.07.1990 р. № 151                                                                     | 893             |
| Ломоносова Михайла, 7                                          |          | Будинок, в якому жив Народний артист України Б. А. Борін (1899–1969); 1945–1965 рр. | Рішення Чернівецького облвиконкому від 18.01.1989 р. № 11                                                                      | 671             |
| Маяковського Володимира, 18                                    |          | Будинок, в якому жив український драматург З. Г. Прокопенко (1918–1952); 1944–1952 рр. | Рішення Чернівецького облвиконкому від 18.01.1989 р. № 11                                                                      | 666             |
| Маяковського Володимира, 40                                    |          | Будинок, в якому жив український композитор В. Івасюк (1949–1974); 1971–1974 рр. | Рішення Чернівецького облвиконкому від 18.01.1989 р. № 11                                                                      | 656             |
| Налєпки Яна вулиця, кладовище                                  |          | Могила письменника І. Синюка (1866–1953); 1953 р. | Рішення Чернівецького облвиконкому від 18.01.1989 р. № 11                                                                      | 665             |
| Налєпки Яна вулиця, Садгірське кладовище                       |          | Могила Амбросій П. Ю., поетеси; 1997 р. | Розпорядження Чернівецької обласної державної адміністрації від 04.05.2000 р. № 234-р                                          |                 |
| Налєпки Яна вулиця, Садгірське кладовище                       |          | Меморіальний комплекс: братська могила радянських та чехословацьких воїнів (період Великої Вітчизняної війни 1941–1945 рр.); 1944 р.; 1977 р. | Рішення Чернівецького облвиконкому від 24.10.1969 р. № 432                                                                     | 32              |
| Незалежності проспект, 68-А                                    |          | Пам'ятник воїнам, які загинули в Афганістані; 1979 — 1980 рр. (пам'ятник 1999 р.) | Розпорядження Чернівецької обласної державної адміністрації від 04.05.2000 р. № 234-р                                          |                 |
| Незалежності проспект, 85                                      |          | Будинок, в якому жив український письменник В. Бабляк (1916–1970); 1960–1970 рр. | Рішення Чернівецького облвиконкому від 15.12.1982 р. № 397                                                                     | 25              |
| Ольжича Олега, 43                                              |          | Будинок, в якому жила українська письменниця О. Кобилянська (1863–1942); 1920–1926 рр. | Рішення Чернівецького облвиконкому від 24.10.1969 р. № 432                                                                     | 43              |
| Підгаєцька, 16                                                 |          | Місце масового розстрілу мирних жителів німецько-румунськими загарбниками в 1941 р.; 1941–1945 рр. | Рішення Чернівецького облвиконкому від 18.07.1990 р. № 151                                                                     | 889             |
| Полетаєва Федора, 15                                           |          | Будинок, в якому мешкав відомий український поет-пісняр М. П. Бакай (1931–1998); XX ст. | Рішення Чернівецького міськвиконкому від 19.10.1999 р. № 712/1                                                                 |                 |
| Поштова, 3                                                     |          | Будинок, в якому жив український письменник М. І. Бурбак (1911–1988); 1961–1980 рр. | Рішення Чернівецького облвиконкому від 18.01.1989 р. № 11                                                                      | 668             |
| Привокзальна площа                                             |          | Танк «Т-34» екіпажу гвардії лейтенанта П. Ф. Нікітіна; 1941–1945 рр. | Рішення Чернівецького облвиконкому від 24.10.1969 р. № 432                                                                     | 34              |
| Руська, 15                                                     |          | Будинок, в якому жив український лікар і громадський діяч В. Залозецький (1842–1898); ІІ пол. XIX ст. | Розпорядження представника Президента України від 22.09.1992 № 473                                                             | 959             |
| Сіді Таль, 5                                                   |          | Будинок, в якому жила Заслужена артистка України Сіді Таль (1912–1983); 1980–1983 рр. | Рішення Чернівецького облвиконкому від 18.01.1989 р. № 11                                                                      | 675             |
| Сагайдачного Петра гетьмана, 7                                 |          | Місце, де знаходився будинок, в якому розташовувався ЦК революційної партії «Визволення» і редакція газети «Борець», 1929–1930 рр. | Рішення Чернівецького облвиконкому від 24.10.1969 р. № 432                                                                     | 53              |
| Сагайдачного Петра гетьмана, 45                                |          | Будинок, в якому жив М. Шульдінер (Садков) 1896–1957 рр. — діяч визвольного руху на Буковині; 1896–1931 рр. | Рішення Чернівецького міськвиконкому від 20.02.2001 р. № 153/4                                                                 |                 |
| Сагайдачного Петра гетьмана, 57                                |          | Будинок, в якому проживала поетеса Р. Ауслендер (1901–1988); поч. XX ст. | Рішення Чернівецького облвиконкому від 17.10.1980 р. № 431                                                                     | 62              |
| Садгора, кладовище                                             |          | Могила воїнів 93-го Чеського полку, які загинули в І Світовій війні 1914–1918 рр.; 1936 р. | Рішення Чернівецького облвиконкому від 18.07.1990 р. № 151                                                                     | 899             |
| Садова, 1 — парк культури та відпочинку ім. Т. Г. Шевченка     |          | Братська могила генералів та офіцерів Радянської армії, 1941–1945 рр., 1944 р.; 1946 р. | Рішення Чернівецького облвиконкому від 24.10.1969 р. № 432                                                                     | 20              |
| Садова, 18                                                     |          | Будинок, в якому жили герої Радянського Союзу І. М. Шепетов (1902–1943) та Г. В. Міклей (1907–1941); 1940–1941 рр. | Рішення Чернівецького облвиконкому від 18.01.1989 р. № 11                                                                      | 888             |
| Саксаганського Панаса, 5                                       |          | Будинок, в якому народився і жив німецькомовний поет Пауль Целан (1920–1970) | Розпорядження представника Президента України від 22.09.1992 № 473                                                             | 956             |
| Сковороди Григорія, 1                                          |          | Будинок колишньої типографії, в якій відбувся перший на Буковині страйк; 1891 р. | Рішення Чернівецького облвиконкому від 17.10.1980 р. № 431                                                                     | 67              |
| Соборна площа                                                  |          | Монумент Перемоги 1941–1945 рр., 1946 р. | Рішення Чернівецького облвиконкому від 24.10.1969 р. № 432                                                                     | 21              |
| Соборна площа, 10                                              |          | Будинок, в якому жив і редагував газету «Буковина» український письменник Ю. Федькович (1834–1888); 1885–1888 рр. | Рішення Чернівецького облвиконкому від 24.10.1969 р. № 432                                                                     | 37              |
| Театральна площа                                               |          | Театральна площа, на якій відбулося буковинське народне віче, що висловилося за возз'єднання з Україною; 3 листопада 1918 р. | Рішення Чернівецького облвиконкому від 17.10.1980 р. № 431                                                                     | 68              |
| Театральна площа, 2                                            |          | Будинок медінституту (колишня Палата торгівлі та ремесла), в якому російські парламентарі підписали перемир'я з австрійським командуванням; 1917 р. | Рішення Чернівецького облвиконкому від 14.11.1973 р. № 483                                                                     | 27              |
| Театральна площа, 5                                            |          | Будинок, в якому розташовувався Єврейський Народний Дім; 1908 р. | Розпорядження Чернівецького міськвиконкому від 28.03.1998 р. № 133-р                                                           |                 |
| Ткачука Петра, 3                                               |          | Пам'ятний знак воїнам — землякам в роки Великої Вітчизняної війни, 1941–1945 рр.; 1970 р. | Рішення Чернівецького облвиконкому від 14.11.1973 р. № 483                                                                     | 59              |
| Толстого Лева, 7                                               |          | Будинок, в якому жив Василько М., політичний і громадський діяч Буковини; 1905–1909 рр. | Розпорядження Чернівецької обласної державної адміністрації від 04.05.2000 р. № 234-р                                          |                 |
| Тореза Моріса, 61                                              |          | Будинок, в якому жив український письменник І. Синюк (1866–1953) | Рішення Чернівецького облвиконкому від 18.07.1990 р. № 151                                                                     | 894             |
| Турецька                                                       |          | Турецька криниця, одна з найдавніших споруд м. Чернівців | Розпорядження Чернівецької обласної державної адміністрації від 04.05.2000 р. № 234-р                                          |                 |
| Українська, 31                                                 |          | Український Народний Дім; кін XIX — поч. XX ст. | Рішення Чернівецького облвиконкому від 24.10.1969 р. № 432                                                                     | 47              |
| Українська, 37                                                 |          | Будинок, в якому жив український художник М. Івасюк (1865–1937); 1907 р. | Рішення Чернівецького облвиконкому від 17.10.1980 р. № 431                                                                     | 69              |
| Українська, 37                                                 |          | Будинок, в якому жив відомий український філолог Р. М. Волков (1885–1959); 1949–1959 рр. | Рішення Чернівецького міськвиконкому від 14.05.2002 р. № 12/1                                                                  |                 |
| Український провулок, 8                                        |          | Будинок, в якому проживав відомий журналіст, мистецтвознавець, редактор газети «Радянська Буковина» К. М. Демочко (1911–1990); XX ст. | Рішення Чернівецької міської ради від 25.12.2001 р. № 477                                                                      |                 |
| Університетська, 12                                            |          | Будинок, в якому жив відомий український філолог, публіцист, заслужений працівник культури України О. С. Пулинець (1903–1980); 1953–1980 рр. | Рішення Чернівецького міськвиконкому від 14.05.2002 р. № 111/1                                                                 |                 |
| Університетська, 28                                            |          | Навчальний корпус університету, в якому навчалися письменники: І. Франко, Л. Мартович, та ін., викладали археограф О. Калужняцький та академік С. Смаль-Стоцький; 1892–1895 рр.                                                                                             | Рішення Чернівецького облвиконкому від 17.10.1980 р. № 431                                                                     | 65              |
| Університетська, 28                                            |          | Корпус університету, в якому в 1890 — 1991 рр. навчався український письменник І. Франко (1856–1916) | Рішення Чернівецького облвиконкому від 24.10.1969 р. № 432                                                                     | 39              |
| Університетська, 28                                            |          | Будинок, в якому було відкрито перший корпус Чернівецького державного університету ім. Ю. Федьковича; ІІ пол. XIX ст. | Рішення Чернівецького міськвиконкому від 22.08.2000 р. № 621/16                                                                |                 |
| Університетська, 28                                            |          | Будинок, в якому працював видатний математик, механік і фізик М. Боголюбов; XX ст. | Рішення Чернівецького міськвиконкому від 07.06.2005 р. № 423/9                                                                 |                 |
| Федьковича Юрія, 16                                            |          | Будинок (колишня бурса), в якому проживав український поет Д. Загул (1890–1944); 1903–1912 рр. | Розпорядження представника Президента України від 22.09.1992 № 473                                                             | 957             |
| Філармонії площа, 10                                           |          | Будинок філармонії, де виступав Лисенко М. В., український композитор, 4-8 березня 1905 р., та обрано раду військових депутатів Чернівецького гарнізону 27.03.1907 р. | Рішення Чернівецького облвиконкому від 24.10.1969 р. № 432                                                                     |                 |
| Франка Івана, 3                                                |          | Будинок, в якому жив Галіп Т. М., український письменник, громадсько-політичний діяч; 1907–1914 рр. | Розпорядження Чернівецької обласної державної адміністрації від 04.05.2000 р. № 234-р                                          |                 |
| Хмельницького Богдана, 36                                      |          | Будинок, в якому жив Осип Маковей (1867–1925) — український письменник, критик, громадський діяч; 1899–1910 рр. | Рішення Чернівецького облвиконкому від 17.10.1980 р. № 431                                                                     | 61              |
| Хотинських комсомольців вулиця 6                               |          | Будинок, в якому жила українська письменниця О. Кобилянська (1863–1942); 1903 р. | Рішення Чернівецького облвиконкому від 24.10.1969 р. № 432                                                                     | 46              |
| Худякова Олександра, 3                                         |          | Будинок, в якому жив Бурбак М. І., український письменник; 1961 — 1988 рр. | Рішення Чернівецького облвиконкому від 18.01.1989 р. № 11                                                                      |                 |
| Центральна площа, 1                                            |          | Будинок Ратуші, в якому у 1905 р. відбувся мітинг на підтримку революції в Росії; 1905 р. | Рішення Чернівецького облвиконкому від 18.07.1990 р. № 151                                                                     | 898             |
| Центральна площа, 5                                            |          | Будинок, в якому жив Кохановський А., багаторічний бургомістр. Почесний громадянин м. Чернівців; 1870-ті рр. до 1916 р. | Розпорядження Чернівецької обласної державної адміністрації від 04.05.2000 р. № 234-р                                          |                 |
| Центральна площа, 7                                            |          | Будинок, в якому познайомився з творами Т. Шевченка і читав свої перші твори український письменник Ю. Федькович (1834–1888); 1859–1860 рр. | Рішення Чернівецького облвиконкому від 18.07.1990 р. № 151                                                                     | 897             |
| Центральна площа, 9                                            |          | Будинок, в якому виступав всесвітньовідомий румунський композитор Ч. Порумбеску (1853–1883); ІІ пол. XIX ст. | Рішення Чернівецького міськвиконкому від 14.10.2003 р. № 816/21                                                                |                 |
| Центральна площа, 9                                            |          | Будинок, в якому містився Румунський Національний Дім; поч. XX ст. | Розпорядження Чернівецького міського голови від 01.06.1999 р. № 337                                                            |                 |
| Червінського Костянтина, 10                                    |          | Будинок, в якому жив відомий вчений, ректор ЧНУ, доктор хімічних наук, професор К. О. Червінський (1919–2002) XX ст. | Рішення Чернівецького міськвиконкому від 11.04.2006 р. № 237/6                                                                 |                 |
| Червоноармійська, 14                                           |          | Будинок, в якому жив Вольф Штерн (1897–1961) — активний учасник міжнародного робітничого і революційного руху; поч. XX ст. | Рішення Чернівецького облвиконкому від 24.10.1969 р. № 432                                                                     | 51              |
| Червоноармійська, 159-А, нове центральне кладовище             |          | Могила Народного артиста України В. К. Сокирка (1892–1983); 1983 р. — 1888 р. | Рішення Чернівецького облвиконкому від 18.01.1989 р. № 11                                                                      | 660             |
| Червоноармійська, 159 А, нове центральне кладовище             |          | Могила Заслуженої артистки України Сіді Таль (Сіді Львівни Біркенталь, 1912–1983) 1983 р.; 1984 р. | Рішення Чернівецького облвиконкому від 18.01.1989 р. № 11                                                                      | 676             |
| Червоноармійська, 159-А, нове центральне кладовище             |          | Могила Лесіна В. М., українського літературознавця і педагога (1914–1991); 1991 р. | Розпорядження представника Президента України від 22.09.1992 № 473                                                             | 958             |
| Червоноармійська, 159-А, нове центральне кладовище             |          | Могила Анісімова О. Г., Героя Радянського Союзу; 1992 р. | Розпорядження Чернівецької обласної державної адміністрації від 04.05.2000 р. № 234-р                                          |                 |
| Червоноармійська, 159-А, нове центральне кладовище             |          | Могила Бородіна З. П., Героя Радянського Союзу; 1993 р. | Розпорядження Чернівецької обласної державної адміністрації від 04.05.2000 р. № 234-р                                          |                 |
| Червоноармійська, 159-А, нове центральне кладовище             |          | Могила Далавурака С. В., літературознавця, педагога та громадського діяча; 1995 р. | Розпорядження Чернівецької обласної державної адміністрації від 04.05.2000 р. № 234-р                                          |                 |
| Червоноармійська, 159-А, нове центральне кладовище             |          | Могила Кілару І., письменника; 1993 р. | Розпорядження Чернівецької обласної державної адміністрації від 04.05.2000 р. № 234-р                                          |                 |
| Червоноармійська, 159-А, нове центральне кладовище             |          | Могила Лелека В. С., українського поета; 1997 р. | Розпорядження Чернівецької обласної державної адміністрації від 04.05.2000 р. № 234-р                                          |                 |
| Червоноармійська, 159-А, нове центральне кладовище             |          | Могила Литвинчука А. Г., Народного артиста України; 1993 р. | Розпорядження Чернівецької обласної державної адміністрації від 04.05.2000 р. № 234-р                                          |                 |
| Червоноармійська, 159-А, нове центральне кладовище             |          | Могила Обухова М. Ф., Героя Радянського Союзу; 1990 р. | Розпорядження Чернівецької обласної державної адміністрації від 04.05.2000 р. № 234-р                                          |                 |
| Червоноармійська, 159-А, нове центральне кладовище             |          | Могила Палагути М. С., поета; 1988 р. | Розпорядження Чернівецької обласної державної адміністрації від 04.05.2000 р. № 234-р                                          |                 |
| Червоноармійська, 159-А, нове центральне кладовище             |          | Могила Яремчука Н. Н., Народного артиста України (1949–1994); 1995 р. | Розпорядження Чернівецької обласної державної адміністрації від 04.05.2000 р. № 234-р                                          |                 |
| Шевченка Тараса, 13                                            |          | Будинок, в якому жила Народна артистка України Г. Янушевич (1907–1983); 1963 р. | Рішення Чернівецького облвиконкому від 18.01.1989 р. № 11                                                                      | 657             |
| Шевченка Тараса, 41                                            |          | Будинок, в якому жила українська художниця Августа Кохановська (1863–1927); 1885–1927 рр. | Рішення Чернівецького облвиконкому від 24.10.1969 р. № 432                                                                     | 40              |
| Шевченка Тараса, 55                                            |          | Будинок, в якому жив український філософ і політичний діяч С. Смаль-Стоцький (1859–1938); кін. XIX — поч. XX ст. | Рішення Чернівецького облвиконкому від 24.10.1969 р. № 432                                                                     | 38              |
| Шевченка Тараса, 55                                            |          | Будинок, в якому жив класик української музики М.Лисенко (1842–1912); 1904 р. | Рішення Чернівецького облвиконкому від 24.10.1969 р. № 432                                                                     | 70              |
| Шевченка Тараса, 75                                            |          | Будинок, в якому провела свої дитячі та юнацькі роки всесвітньо відома оперна співачка В. Урсуляк (1894–1895); ІІ пол. XIX — поч. XX ст. | Рішення Чернівецького міськвиконкому від 18.07.2006 р. № 240/6                                                                 |                 |
| Шевченка Тараса, 82                                            |          | Будинок, в якому жила українська письменниця О. Кобилянська (1863–1942); 1904 — 1913 рр. | Рішення Чернівецького облвиконкому від 24.10.1969 р. № 432                                                                     | 42              |
| Шевченка Тараса, 84                                            |          | Будинок, в якому жив український художник Ю. Пігуляк (1845–1919); 1889, 1919 рр. | Рішення Чернівецького облвиконкому від 15.12.1982 р. № 397                                                                     |                 |
| Шевченка Тараса, 94                                            |          | Будинок, в якому жив Кайндль Р. Ф., вчений-історик, етнограф; 1866–1915 рр. | Розпорядження Чернівецької обласної державної адміністрації від 04.05.2000 р. № 234-р                                          |                 |
| Шептицького Андрея Митрополита, 10                             |          | Будинок Буковинського крайового сейму; 1875–1918 рр. | Розпорядження Чернівецької обласної державної адміністрації від 04.05.2000 р. № 234-р                                          |                 |
| Шептицького Аендрея Митрополита, 12                            |          | Будинок, в якому засідав підпільний Буковинський крайовий комітет КП Румунії; 1940 р. | Рішення Чернівецького облвиконкому від 18.01.1989 р. № 11                                                                      | 677             |
| Шептицького Андрея Митрополита, 19                             |          | Будинок, в якому працював М. Жар — перший директор школи № 29; 1960–1999 р. | Рішення Чернівецької міської ради від 29.05.2001 р. № 415                                                                      |                 |
| Шіллера Фрідріха, 3                                            |          | Будинок, в якому проживав Народний артист України А. Г. Литвинчук 1991–1993 рр. | Рішення Чернівецького міськвиконкому від 08.02.2005 р. № 50/2                                                                  |                 |
| Шкільна, 4                                                     |          | Будинок головної національної школи, в якій навчався румунський поет М. Емінеску (1850–1884); 1858–1860 рр. | Розпорядження представника Президента України від 22.09.1992 № 473                                                             | 960             |
| Штейнбарга Елієзера, 19                                        |          | Будинок, в якому жив єврейський письменник Е. Штейнбарг (1880–1932); 1919–1931 рр. | Рішення Чернівецького облвиконкому від 18.07.1990 р. № 151                                                                     | 895             |
| Яремчука Назарія, 10                                           |          | Будинок, в якому жив Яремчук Н. Н., співак. Народний артист України; 1994–1995 рр. | Розпорядження Чернівецької обласної державної адміністрації від 04.05.2000 р. № 234-р                                          |                 |
| Яремчука Назарія, 48                                           |          | Будинок, в якому жила українська письменниця О. Кобилянська (1863–1942); 1899–1902 рр. | Рішення Чернівецького облвиконкому від 24.10.1969 р. № 432                                                                     | 41              |